# Sidi Abdellah Ou Said
Sidi Abdellah Ou Said (àrab سيدي عبد الله أو سعيد) és una comuna rural de la província de Taroudant de la regió de Souss-Massa. Segons el cens de 2014 tenia una població total de 3.463 persones.